# Dallas Roberts
Dallas Mark Roberts (ur. 10 maja 1970 w Houston) – amerykański aktor. Występował w roli Miltona Mameta w serialu Żywe trupy i jako Eliot Delson w Unforgettable: Zapisane w pamięci.

## Życiorys
Urodził się i wychował w Houston w Teksasie jako syn Catherine i Dona Robertsa, pastora metodystów. Ma młodszego brata Briana. W Houston uczęszczał do gimnazjum im. Paula Revere’a, a później do liceum im. Roberta E. Lee. Następnie przeprowadził się do Sarasoty na Florydzie, gdzie w 1988 roku ukończył Sarasota High School, a następnie do State College of Florida, Manatee–Sarasota. Następnie przeprowadził się do Sarasoty na Florydzie, gdzie w 1988 roku ukończył Sarasota High School, a następnie do State College of Florida w Sarasota. W 1990 został przyjęty do Juilliard School w Nowym Jorku, gdzie w 1994 ukończył studia.
Jest żonaty z Christine Jones, para ma dwóch synów – Evera Reverenda i Pilota.

## Filmografia

### Filmy
| Rok  | Tytuł                                                 | Rola                    | Uwagi                |
| ---- | ----------------------------------------------------- | ----------------------- | -------------------- |
| 2003 | The Lucky Ones                                        | Edison                  |                      |
| 2003 | Music                                                 | Matt                    | film krótkometrażowy |
| 2003 | Heavy Put-Away                                        | Art/Al                  | film krótkometrażowy |
| 2004 | Dom na krańcu świata (A Home at the End of the World) | Jonathan Glover         |                      |
| 2005 | Spacer po linie (Walk the Line)                       | Sam Phillips            |                      |
| 2005 | Oby do wiosny (Winter Passing)                        | Ray                     |                      |
| 2005 | Słynna Bettie Page (The Notorious Bettie Page)        | Scotty                  |                      |
| 2006 | Siostry (Sisters)                                     | Dylan Wallace           |                      |
| 2006 | Flicka                                                | Gus                     |                      |
| 2007 | Joshua                                                | Ned Davidoff            |                      |
| 2007 | 3:10 do Yumy (3:10 to Yuma)                           | Grayson Butterfield     |                      |
| 2007 | Lovely by Surprise                                    | Mopekey                 |                      |
| 2009 | Całe życie z wariatami (Shrink)                       | Patrick                 |                      |
| 2009 | Genialny wynalazek (Lightbulb)                        | Matt                    |                      |
| 2009 | Mściwe serce (Tell-Tale)                              | chirurg                 |                      |
| 2010 | Rzeka pytań (The River Why)                           | Titus                   |                      |
| 2011 | Przetrwanie (The Grey)                                | Henrick                 |                      |
| 2012 | The Factory                                           | Carl                    |                      |
| 2013 | The Door                                              | Charlie Crowe           |                      |
| 2013 | Witaj w klubie (Dallas Buyers Club)                   | David Wayne             |                      |
| 2014 | Wallace                                               | Wallace                 | film krótkometrażowy |
| 2015 | Evil Men                                              | Harry Killas            |                      |
| 2016 | Kryzys Perry’ego (Ordinary World)                     | Mickey                  |                      |
| 2016 | All the Birds Have Flown South                        | Jimmy                   |                      |
| 2017 | Korpo                                                 | Lester „Kosiarz” McGill |                      |
| 2017 | Mój przyjaciel Dahmer (My Friend Dahmer)              | Lionel Dahmer           |                      |
| 2019 | Osierocony Brooklyn (Motherless Brooklyn)             | Danny Fantl             |                      |

### Seriale
| Rok       | Tytuł                                                                  | Rola                                         | Uwagi |
| --------- | ---------------------------------------------------------------------- | -------------------------------------------- | --- |
| 1994      | Ulice Nowego Jorku (New York Undercover)                               | Larry                                        | sez. 1, odc. 4 |
| 1995–2009 | Prawo i bezprawie (Law & Order: Trial by Jury)                         | Matthew Blanchard Mark Daltrey Marty Winston | sez. 5, odc. 11 sez. 11, odc. 16 sez. 19, odc. 9                                                                               |
| 2006–2009 | Słowo na L (The L Word)                                                | Angus Partridge                              | sez. 3, odc. 1–12; sez. 4, odc. 1–12; sez. 4, odc. 12                                                                          |
| 2010      | Prawo i porządek: Zbrodniczy zamiar (Law & Order: Criminal Intent)     | dr Abel Hazard                               | sez. 9, odc. 6 |
| 2010      | Rubicon                                                                | Miles Fiedler                                | sez. 1, odc. 1–13 |
| 2012      | Elementary                                                             | dr Richard Mantlo                            | sez. 1, odc. 1 |
| 2012–2013 | Żywe trupy (The Walking Dead)                                          | Milton Mamet                                 | sez. 3, odc. 3, 5, 7–11, 13–14, 16                                                                                             |
| 2013–2015 | Unforgettable: Zapisane w pamięci (Unforgettable)                      | Eliot Delson                                 | sez. 2, odc. 1–13; sez. 3, odc. 1–13; sez. 4, odc. 1–2                                                                         |
| 2004–2016 | Prawo i porządek: sekcja specjalna (Law & Order: Special Victims Unit) | Thomas Mathers Greg Yates                    | sez. 6, odc. 9 sez. 16, odc. 20; sez. 17, odc. 1–2, 14                                                                         |
| 2015–2016 | Chicago P.D.                                                           | Greg Yates                                   | sez. 2, odc. 20; sez. 3, odc. 14                                                                                               |
| 2010–2016 | Żona idealna (The Good Wife)                                           | Owen Cavanaugh                               | sez. 2, odc. 3, 10, 14, 23; sez. 3, odc. 3, 11; sez. 4, odc. 9, 21; sez. 5, odc. 7, 19; sez. 6, odc. 4, 8; sez. 7, odc. 16, 20 |
| 2017      | American Crime                                                         | Carson Hesby                                 | sez. 3, odc. 1–5, 8 |
| 2018      | FBI                                                                    | Robert Lawrence                              | sez. 1, odc. 1 |
| 2018–2019 | Insatiable                                                             | Bob Armstrong                                | sez. 1, odc. 1–12, sez. 2, odc. 1–10                                                                                           |